# Éclairage automobile

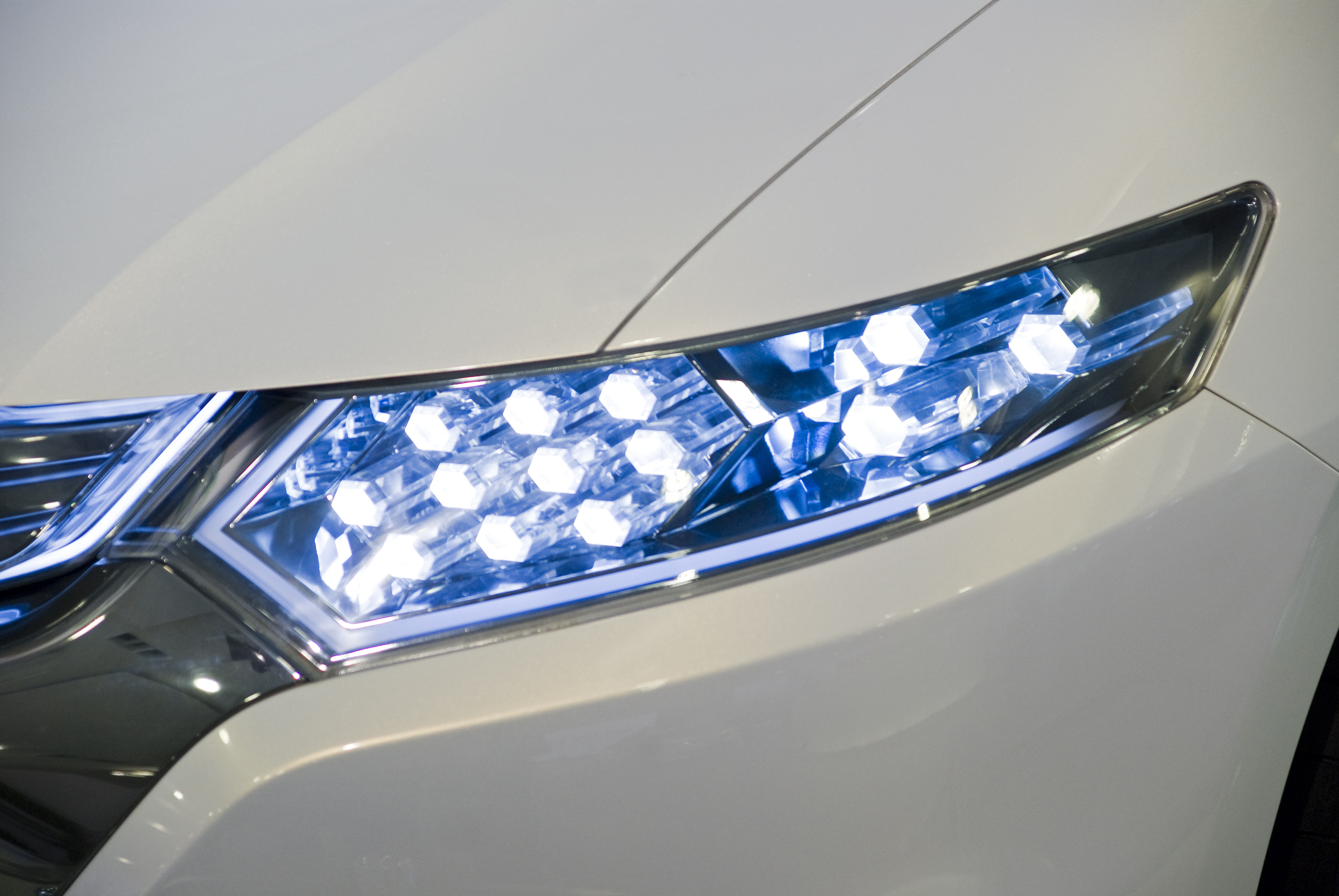
Phare avant à LED d'un véhicule Honda

L'éclairage automobile a deux fonctions essentielles :
- l'éclairage de la route lors de la conduite de nuit
- la signalisation aux autres usagers de la route (position, sens de déplacement, intention, freinage...)

## Réglementation et obligations

### France
Il est réglementé la première fois en France par un décret du 10 mars 1899 qui stipule à l'article 15 que Toute automobile sera munie à l'avant d'un feu blanc et d'un feu vert.

## Constituants
Les principaux constituants de l'éclairage automobile sont aujourd'hui :
- les feux de position ou veilleuses pour signaler la position (et l'orientation) du véhicule (deux à l'avant : blanc / deux à l'arrière : rouge). Ils permettent d'être vu à 150 mètres par temps clair;
- les feux de route ou phares pour éclairer la route (deux à l'avant : blanc ou jaune). Ils permettent de voir au-delà de 100 mètres ;
- les feux de croisement ou codes pour éclairer la route sans éblouir les autres automobilistes (deux intégrés aux ampoules des feux de route : blanc ou jaune). Ils éclairent à 30 m devant le véhicule avec un faisceau asymétrique, plus long sur le côté droit que sur le côté gauche ;
- les feux stop pour signaler un appui sur la pédale de frein (deux ou trois à l'arrière : rouge) ;
- le(s) feu(x) de recul, pour signaler que le véhicule est en marche arrière (à l'arrière : blanc), permet également d'éclairer la zone de recul, il est positionné à droite du véhicule en cas de feu unique de recul. En France, le feu de recul n'est pas obligatoire ;
- les feux clignotants pour indiquer l'intention de ralentir en vue d'un changement de direction du véhicule, le feu restant activé pendant la manœuvre (aux quatre coins : orange clignotant) ;
- les feux de détresse pour signaler un danger : véhicule arrêté ou circulant à vitesse anormalement basse (en général fonctionnement simultané des feux clignotants orange) ;
- les feux de gabarit, allumés en permanence, ils rendent plus visible le véhicule (autocar, poids lourds, etc.) et permettent d'apprécier son encombrement (gabarit) dans de nombreux environnements (signalisation blanc vers l'avant , orange sur les côtés et rouge vers l'arrière) ;
- les feux de brouillard, déconseillés à plus de 50 km/h et à plus de 50 mètres de visibilité[2]. Les feux antibrouillard ne sont jamais obligatoires mais leur utilisation est interdite d'une part en case de forte pluie pour éviter la réverbération sur la route et d'autre part lorsque la visibilité est bonne pour ne pas éblouir les autres conducteurs[3]:
  - blanc à l'avant : pour améliorer la visibilité en cas de brouillard, de chute de neige, de forte pluie, ou encore en complément des feux de route sur un chemin sinueux et étroit (blanc ou jaune) ;
  - rouge à l’arrière : pour améliorer la signalisation du véhicule pour les usagers situés à l'arrière. À n'utiliser qu'en cas de brouillard ou de chute de neige, mais jamais en cas de pluie car éblouissant(s) par réverbération sur la route ;
- les feux de circulation diurne ou feux de jour servent à améliorer la visibilité du véhicule de face et de jour. À ne pas utiliser la nuit car ils n'allument pas les feux de position arrière ;
- les feux d'angle permettent l'émission d'une lumière blanche latérale à l'avant du véhicule du côté vers lequel celui-ci va tourner. Ils sont situés généralement à l'emplacement des feux antibrouillard avant.
- Les rampes de phares, projecteurs ou gyrophare.
- l'éclairage du tableau de bord qui permet au conducteur de lire les affichages de celui-ci en toute sécurité, de jour comme de nuit.

À cette liste on peut ajouter, bien que ce ne soit pas essentiel, l'éclairage intérieur du véhicule (plafonnier, habitacle, coffre, boite à gants, pare soleil).
Outre les fonctions d'éclairage, le câblage électrique d'un véhicule actuel permet de faire fonctionner un certain nombre d'automatismes et de motorisations. On peut estimer à plus de 2 km la longueur totale des fils électriques d'une automobile haut de gamme, pour 40 kg de faisceaux.
Certains véhicules sont dotés de systèmes d’éclairage avant adaptatifs, permettant d’atténuer la puissance du faisceau lumineux lorsqu'un autre véhicule arrive en face et qui peuvent, suivant le pays, être réglementés par le règlement de no 123 de la CEE-ONU.

## Feu antibrouillard
Les feux antibrouillard sont disposés en bas du véhicule, pour éclairer directement au plus près le sol, lorsque le véhicule avance à une allure adaptée.
Dans les années 2010, certaines marques ont cessé de commercialiser ces produits, par exemple : Audi, Cadillac, Lincoln, Mercedes-Benz et Hyundai, car la technologie des feux de route a évolué de telle sorte que ceux là sont devenus inutiles.
Aux États-Unis, la National Highway Traffic Safety Administration considère les feux antibrouillard comme un équipement supplémentaire pour lequel il n'existe pas de norme fédérale en vigueur mis à part le fait qu'elle ne doivent pas gêner l'efficacité de l’éclairage obligatoire. Des statistiques calculées entre  1990 et 2012 aux États-Unis, indiquent que le brouillard est un facteur dans 20 % des accidents mortels impliquant au moins dix véhicules.